# Liège-Bastogne-Liège 1962
La 48e édition de Liège-Bastogne-Liège a eu lieu le 6 mai 1962 et a été remportée par le Belge Jef Planckaert. 

## Déroulement de la course
C'est une échappée au long cours qui a marqué cette quarante-huitième édition de la Doyenne. Un groupe de quatre coureurs fausse compagnie au peloton après une soixantaine de kilomètres. Ce groupe comprend le Belge Jef Planckaert, fidèle lieutenant de Rik Van Looy qui a remporté l'édition précédente, l'Allemand Rolf Wolfshohl, le Français Claude Colette et le Néerlandais Piet Rentmeester. Le peloton est muselé par l'équipe Flandria-Faema-Clément de Rik Van Looy. En fin de course, Rentmmeester est lâché dans la côte de Mont-Theux puis Colette est victime d'une crevaison. Le quatuor devient donc un duo. À l'arrivée aux Terrasses, après une échappée d'un peu moins de 200 km, Jef Planckaert prend facilement l'ascendant sur Rolf Wolfshohl en le battant de trois longueurs. Claude Colette sauve sa troisième place. 56 secondes après les vainqueurs, le Belge Joseph Wouters règle le sprint du peloton devant le Français André Darrigade.
108 coureurs étaient au départ. 43 rejoignent l'arrivée.

## Classement
| n° | Coureur              | Équipe                  | Temps           |
| -- | -------------------- | ----------------------- | --------------- |
| 1  | Jef Planckaert       | Flandria-Faema-Clément  | 6 h 55 min 56 s |
| 2  | Rolf Wolfshohl       | Gitane-Geminiani-Leroux | m.t.            |
| 3  | Claude Colette       | Peugeot-Michelin-BP     | à 20 s          |
| 4  | Joseph Wouters       | Solo-Van Steenbergen    | à 56 s          |
| 5  | André Darrigade      | Gitane-Geminiani-Leroux | m.t.            |
| 6  | Noël Foré            | Flandria-Faema-Clément  | m.t.            |
| 7  | Willy Vanden Berghen | Mercier-Hutchinson-BP   | m.t.            |
| 8  | Rik Van Looy         | Flandria-Faema-Clément  | m.t.            |
| 9  | Frans Schoubben      | Peugeot-Michelin-BP     | m.t.            |
| 10 | Norbert Kerckhove    | Dr. Mann                | m.t.            |